# Доња Ржана
Доња Ржана је насеље у Србији у општини Босилеград у Пчињском округу. Према попису из 2022. било је 20 становника.

## Положај и тип насеља
Доња Ржана је планинско сеоско насеље, удаљено 21 километар северозападно од Босилеграда. Налази се у долини Ржанске (касније Лисинске) реке, а у подножју врхова планина Валози и Бесна Кобила, обухватајући површину од 1186 хектара. Граничи се са селима Горња Лисина, Горња Ржана, Плоча, Доња Љубата ( општина Босилеград) и са селом Топли Дол (општина Сурдулица). Кроз село, долином Ржанске реке, пролази регионални пут Босилеград-Горња Лисина-Доња Ржана-Плоча-Бесна Кобила-Крива Феја-Врање.
Село је разбијеног типа, нема центар и подељено је на више махала. Махале или локално назване "мале" су следеће: Мишаљкина мала ( Мишаљкини), Горње Гузобије, Џокини, Доње Гузобије, Џонини, Јованови, Шукеини, Ишор и Коњарник. Идући путем од Горње Лисине, већина махала, школа и сеоско гробље, налазе се са десне стране Ржанске реке, изузев махала Ишор и Коњарник, које су са леве стране реке. Мишаљкина мала, која је некада бројала тридесетак кућа, највећа је у селу, и њени саставни делови су подмахале Чукар и Гајдаре. Ова махала назива се и Горња мала. Махале Горње Гузобије, Џокини, Доње Гузобије и Џонини се налазе веома близу једна другој, образујући целину односно Доњу малу. Сеоско гробље налази се између њих, одмах поред пута. Четворогодишња школа такође се налази поред пута, испод махале Јованови.

## Становништво

### Вероисповест
У овом селу живе становници православне вероисповести. Сеоска слава је Духови -Тројице- Педестеница (Силазак светог духа на апостоле)- недеља. У селу нема цркве, а сеоска слава обележавала се у шуми, у близини школе, под заветним дрветом. Село такође празнује и Светог Илију Громовника, а некада се о празнику Сабор Светог арханђела Гаврила ( у народу познат као Горешљак) организовао сабор, вашар ( локално: собор). Народ овога краја је побожан и слави и поштује велике православне празнике попут следећих: Бадњи Дан, Божић, Стевановдан, Васуљица, Крстовдан, Богојављање, Јовандан, Часне вериге, Покладе, Тодорица, Младенци, Благовести, Цветница, Ускрс ( локално Велигден), Ђурђевдан, Јеремија, Спасовдан, Тројице, Петровдан, Прокопијевдан, Горшљак, Огњена Марија, Илиндан, Блага Марија, Пантелеј, Макавеји, Преображење Господње, Велика Госпојина, Мала Госпојина, Покров Богородице, Света Петка (локално Петковица или Пејчиндан), Митровдан, Ранђеловдан, Ваведење, Свети Никола и остале. Поред православних празника и обичаја, код мештана и даље постоји поштовање паганских празника - празновање против вукова, змија, грмљавине, за здраље чељади и стоке.
Становништво овога краја бавило се сточарством и пољопривредом, колико су то дозвољавали климатски услови. Од стоке одувек су се чувала говеда, коњи, овце, свиње и живина. Волови и коњи као вучна стока у овим планинским пределима били су од великог значаја, за довлачење сена, хране и огревног дрвета. Од пољопривредних добара овде успева јечам, хељда, пшеница, кромпир, пасуљ, шаргарепа, грашак, тикве, боранија, бобичасто воће, јабуке, крушке, шљиве, џенарике ( џанке). Појава касних пролетних мразева и раних јесењих слана, овде је веома честа појава, тако да то доста утиче на сам биљни свет.

## Демографија
У насељу Доња Ржана живи 77 пунолетних становника, а просечна старост становништва износи 55,1 година (49,7 код мушкараца и 60,8 код жена). У насељу има 34 домаћинства, а просечан број чланова по домаћинству је 2,32.
Ово насеље је већински насељено Бугарима (према попису из 2002. године).
|  |

| Демографија | Демографија | Демографија |
| Година      | Становника  | Становника  |
| ----------- | ----------- | ----------- |
| 1948.       | 307         |             |
| 1953.       | 315         |             |
| 1961.       | 316         |             |
| 1971.       | 301         |             |
| 1981.       | 210         |             |
| 1991.       | 140         | 140         |
| 2002.       | 79          | 79          |
| 2011.       | 49          |             |
| 2022.       | 20          |             |

| Година пописа     | 1948. | 1953. | 1961. | 1971. | 1981. | 1991. | 2002. |
| ----------------- | ----- | ----- | ----- | ----- | ----- | ----- | ----- |
| Број домаћинстава | 49    | 50    | 54    | 57    | 54    | 45    | 34    |

| Број чланова      | 1 | 2  | 3 | 4 | 5 | 6 | 7 | 8 | 9 | 10 и више | Просек |
| ----------------- | - | -- | - | - | - | - | - | - | - | --------- | ------ |
| Број домаћинстава | 5 | 18 | 8 | 2 | 0 | 1 | 0 | 0 | 0 | 0         | 2,32   |

| Пол    | Укупно | Неожењен/Неудата | Ожењен/Удата | Удовац/Удовица | Разведен/Разведена | Непознато |
| ------ | ------ | ---------------- | ------------ | -------------- | ------------------ | --------- |
| Мушки  | 40     | 12               | 26           | 2              | 0                  | 0         |
| Женски | 38     | 3                | 26           | 9              | 0                  | 0         |
| УКУПНО | 78     | 15               | 52           | 11             | 0                  | 0         |

| Пол    | Укупно                    | Пољопривреда, лов и шумарство | Рибарство                            | Вађење руде и камена | Прерађивачка индустрија       |
| ------ | ------------------------- | ----------------------------- | ------------------------------------ | -------------------- | ----------------------------- |
| Мушки  | 21                        | 13                            | 0                                    | 0                    | 0                             |
| Женски | 12                        | 12                            | 0                                    | 0                    | 0                             |
| УКУПНО | 33                        | 25                            | 0                                    | 0                    | 0                             |
| Пол    | Производња и снабдевање   | Грађевинарство                | Трговина                             | Хотели и ресторани   | Саобраћај, складиштење и везе |
| Мушки  | 0                         | 7                             | 0                                    | 0                    | 0                             |
| Женски | 0                         | 0                             | 0                                    | 0                    | 0                             |
| УКУПНО | 0                         | 7                             | 0                                    | 0                    | 0                             |
| Пол    | Финансијско посредовање   | Некретнине                    | Државна управа и одбрана             | Образовање           | Здравствени и социјални рад   |
| Мушки  | 0                         | 0                             | 0                                    | 0                    | 0                             |
| Женски | 0                         | 0                             | 0                                    | 0                    | 0                             |
| УКУПНО | 0                         | 0                             | 0                                    | 0                    | 0                             |
| Пол    | Остале услужне активности | Приватна домаћинства          | Екстериторијалне организације и тела | Непознато            | Непознато                     |
| Мушки  | 0                         | 0                             | 0                                    | 1                    | 1                             |
| Женски | 0                         | 0                             | 0                                    | 0                    | 0                             |
| УКУПНО | 0                         | 0                             | 0                                    | 1                    | 1                             |

| Етнички састав према попису из 2002.‍ | Етнички састав према попису из 2002.‍ | Етнички састав према попису из 2002.‍ | Етнички састав према попису из 2002.‍ | Етнички састав према попису из 2002.‍ |
| ------------------------------------ | ------------------------------------ | ------------------------------------ | ------------------------------------ | ------------------------------------ |
|                                      |                                      |                                      |                                      |                                      |
| Бугари                               | Бугари                               |                                      | 52                                   | 65,82%                               |
| Срби                                 | Срби                                 |                                      | 11                                   | 13,92%                               |
| неизјашњени                          | неизјашњени                          |                                      | 16                                   | 20,25%                               |

| Етнички састав према попису из 2022.‍ | Етнички састав према попису из 2022.‍ | Етнички састав према попису из 2022.‍ | Етнички састав према попису из 2022.‍ | Етнички састав према попису из 2022.‍ |
| ------------------------------------ | ------------------------------------ | ------------------------------------ | ------------------------------------ | ------------------------------------ |
|                                      |                                      |                                      |                                      |                                      |
| Бугари                               | Бугари                               |                                      | 20                                   | 100%                                 |